# 李杲 (成化舉人)
李杲（15世紀—16世紀），山西平陽府洪洞縣人，明朝政治人物。

## 生平
李杲是成化元年（1465年）乙酉科山西鄉試舉人，授臨洮府同知，管理蘭州倉場，兼理浮橋，為政多惠愛，人們歌頌他：「官攢無鼠偷，監收得李侯，收支不留難，軍民兩下安。」遇上草場失火，人民恐懼，他爭取為民償納而得罪權貴，被降調沅州知州，去任後府民為他立碑建祠，其後致仕，回鄉督修邑城，死後入祀鄉賢祠，進階奉議大夫。

## 引用
1. 1 2  民國《洪洞縣志·卷十二·人物志上》：李杲，幼聰敏，博洽群書，明成化乙酉舉人，任臨洮府同知，專管蘭州倉場，兼理浮橋，殫心體國、政多惠愛，頌聲載途，左遷湖廣沅州知州，既去民為立碑建祠；初管蘭州倉場，民歌之曰：「官攢無鼠偷，監收得李侯，收支不留難，軍民兩下安。」適草場失火民懼，杲得罪爭為償納之，致仕後督修邑城，祀鄉賢。
2. ↑  道光《蘭州府志·卷八·官師志下》：李杲，洪洞人，宏治中官臨洮同知，管蘭州倉場，收納不稽滯，出無浮耗，民作歌紀之，草場失火民懼，杲得罪爭為償納，其得人心可知矣。
3. ↑  龚延明主编. . 宁波: 宁波出版社. 2016. ISBN 978-7-5526-2320-8. 《天一閣藏明代科舉錄選刊.登科錄》之《嘉靖三十二年癸丑科登科錄》